# Pskov
Pskov (in russo Псков?, in estone Pihkva, in lettone Pleskava, in tedesco Pleskau) è una città della Russia europea, centro amministrativo dell'oblast' di Pskov.

## Geografia fisica
La città è situata nel nord-ovest della Russia sulle sponde del fiume Velikaja, all'incirca 20 km ad est dal confine con l'Estonia.

## Storia

### Origini dell'abitato
Il nome della città, anticamente chiamata Pleskov, può essere tradotto dall'antico slavo come "il paese dalle acque gorgoglianti". La sua più antica menzione risale al 903, anno in cui nella Cronaca degli anni passati viene registrato il matrimonio tra Igor di Kiev e una nobile locale, Olga. Gli abitanti della città ritengono tale data corrispondente a quella della fondazione di Pskov: nel 2003 si sono svolti grandi festeggiamenti in occasione dei 1.100 anni di storia del centro abitato.
Il primo Principe di Pskov fu Sudislav, il figlio più giovane di Vladimir I di Kiev. Imprigionato dal fratello Jaroslav, non fu liberato fino alla morte di quest'ultimo, avvenuta alcuni decenni dopo. Nel XII e XIII secolo la città fece parte integrante della Repubblica di Novgorod. Nel 1241 fu conquistata dai Cavalieri Teutonici, ma Alexander Nevskij la liberò pochi mesi dopo durante la leggendaria campagna che ispirò l'omonimo film di Sergej Michajlovič Ėjzenštejn nel 1938.

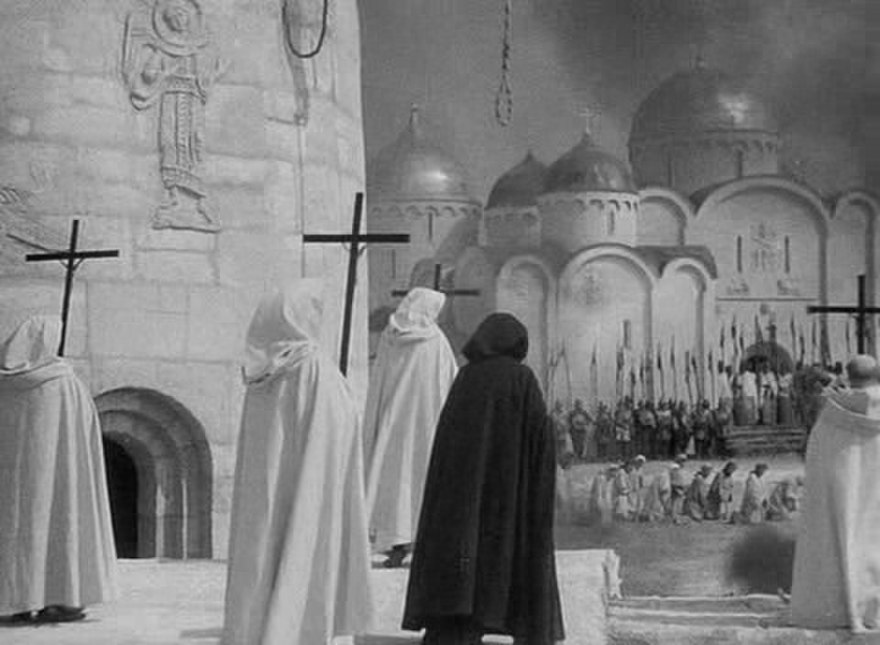
I Cavalieri Teutonici a Pskov (fotogramma dall'Aleksandr Nevskij di Ėjzenštejn).

Al fine di assicurare la sua indipendenza dai Cavalieri nel 1266 gli abitanti di Pskov elessero un Principe lituano convertito alla religione ortodossa, chiamato Dovmont, come loro leader militare e principe. Dopo aver fortificato la città, Dovmont sconfisse l'Ordine Teutonico nella battaglia di Rakovor (1268) e sottomise la maggior parte del territorio dell'odierna Estonia. I suoi resti e la sua spada sono conservati nel cremlino locale e il nucleo della cittadella da lui eretta porta ancora il nome di villaggio di Dovmont.

### La Repubblica di Pskov
Dal XIV secolo l'insediamento assunse le funzioni di uno Stato di fatto sovrano, la Repubblica di Pskov, il punto di forza della quale fu la sua attiva classe mercantile che permise alla città di entrare far parte della Lega Anseatica.  L'indipendenza di Pskov fu formalmente riconosciuta da Novgorod nel 1348. Alcuni anni dopo l'organo l'assemblea legislativa dello Stato promulgò un codice di leggi (anche chiamato la "Carta di Pskov") che rappresentò una delle fonti principali dal cui nel 1497 attinse il primo corpo di leggi unitario di tutta la Russia.
Per il resto della Russia la Repubblica di Pskov rappresentava un ponte verso l'Europa, per quest'ultima era un avamposto occidentale russo. A causa della sua posizione lo Stato fu soggetto a numerosi attacchi militari nel corso della sua storia. Solo nel XV secolo il Cremlino (chiamato Krom dagli abitanti di Pskov) fu sottoposto a ben 26 assedi, tanto che il suo perimetro fu presto dotato di cinque imponenti mura di pietra che resero la città praticamente inespugnabile. Al suo interno si sviluppò una fiorente scuola di pittori di icone, mentre i suoi artigiani furono considerati per lungo tempo i migliori di tutta la Rus'. Molti elementi che nel corso dei secoli sarebbero diventati caratteristici dell'architettura russa furono sviluppati per la prima volta proprio all'interno di Pskov.
Nel 1510, nuovamente attaccata, la città cadde nelle mani dell'esercito del Granducato di Mosca. La deportazione delle famiglie nobili della città a Mosca fu oggetto dell'opera lirica La fanciulla di Pskov di Rimskij-Korsakov. Rappresentando la seconda città più grande e importante della Moscovia Pskov continuò ad attrarre l'attacco degli eserciti nemici: quello più famoso fu l'assedio di 50 000 uomini dell'esercito polacco durante le fasi conclusive della guerra di Livonia (1581–1582). Il Re polacco Stefan Batory intraprese 31 attacchi al fine di conquistare la città, difesa per larga parte da civili. Persino quando una delle cinque mura cedette gli abitanti riuscirono ugualmente a serrare i ranghi e respingere l'esercito invasore.

### Storia moderna e contemporanea

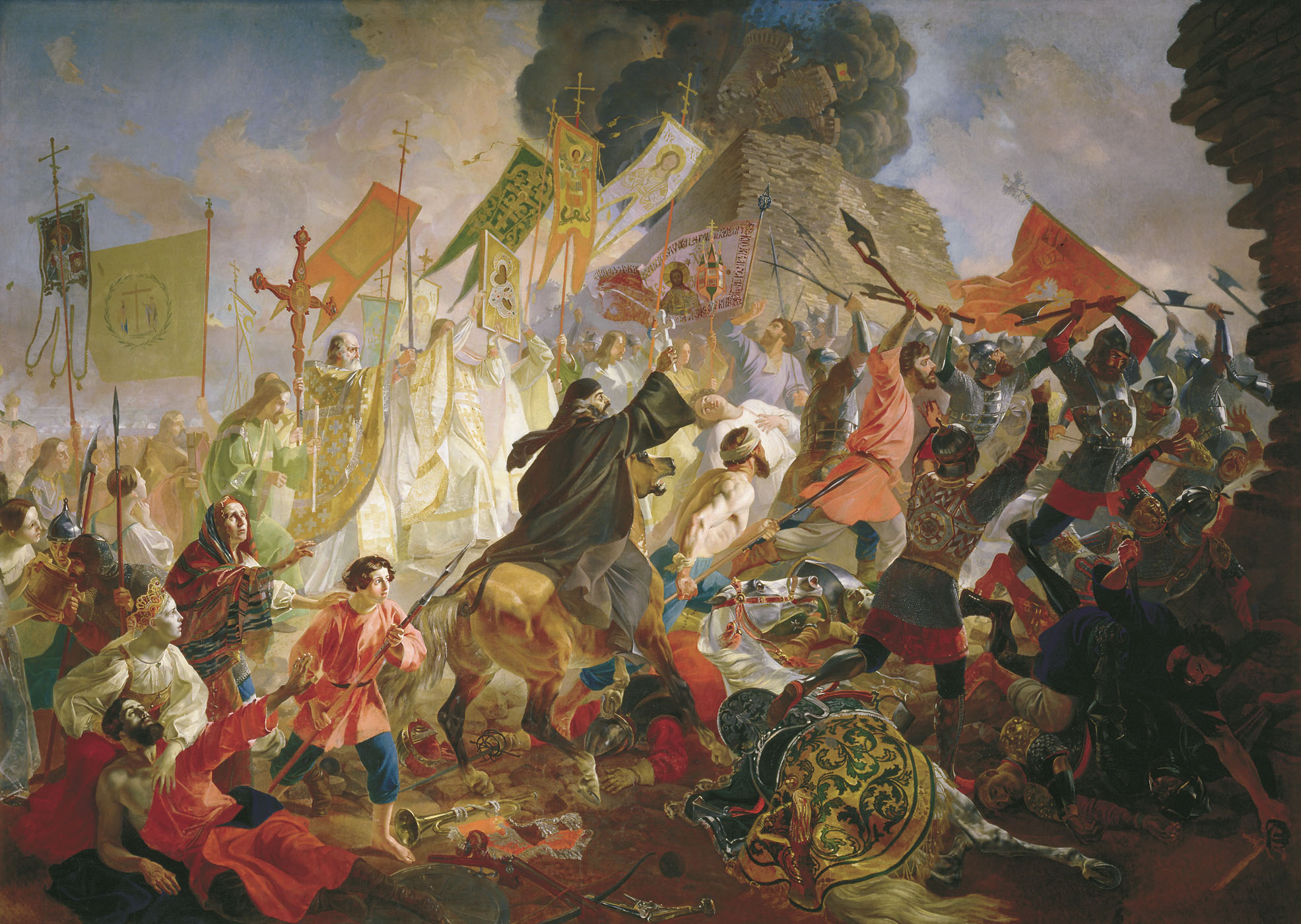
L'assedio di Pskov di Stefano Báthory, dipinto di Karl Brjullov.

All'inizio del XVIII secolo le annessioni di Estonia e Lettonia, conseguite da Pietro il Grande, fecero decadere Pskov dal ruolo di vitale baluardo a difesa dei confini russi. Diretta conseguenza fu il drammatico declino dell'importanza strategica ed economica della città all'interno dell'Impero russo, nonostante nel 1777 fosse stata designata quale capitale dell'omonimo governatorato. La storia della nazione continuò comunque ad essere legata a Pskov: qui l'ultimo zar di Russia abdicò nel marzo del 1917.
Durante la I guerra mondiale la città divenne centro della maggior parte delle attività dietro le linee dell'esercito e, dopo la conferenza di Pace di Brest-Litovsk (22 dicembre 1917 - 3 marzo 1918) nell'inverno tra il 1917 e il 1918 l'esercito tedesco invase l'area.
Fu sede del governo in esilio della Comunità dei lavoratori estoni dal 1919 al 1940.
Le mura della cittadella medievale, un tempo inespugnabile, non erano di alcuna protezione contro i colpi della moderna artiglieria e durante la II guerra mondiale Pskov subì danni significativi durante l'invasione nazista dal 9 luglio 1941 fino al 23 luglio 1944, giorno della sua liberazione da parte dell'Armata Rossa. Molti antichi edifici, in particolare le chiese, vennero distrutti dai bombardamenti prima che le truppe della Wehrmacht riuscissero ad occupare la città. Anche se un gran numero dei suoi cittadini morì durante il conflitto la città riuscì nel dopoguerra a proporsi come uno dei centri industriali e culturali più importanti dell'Unione Sovietica.
Dal 1991, con l'indipendenza dell'Estonia la città ha ripreso l'antico ruolo di città di confine.

## Monumenti e luoghi d'interesse

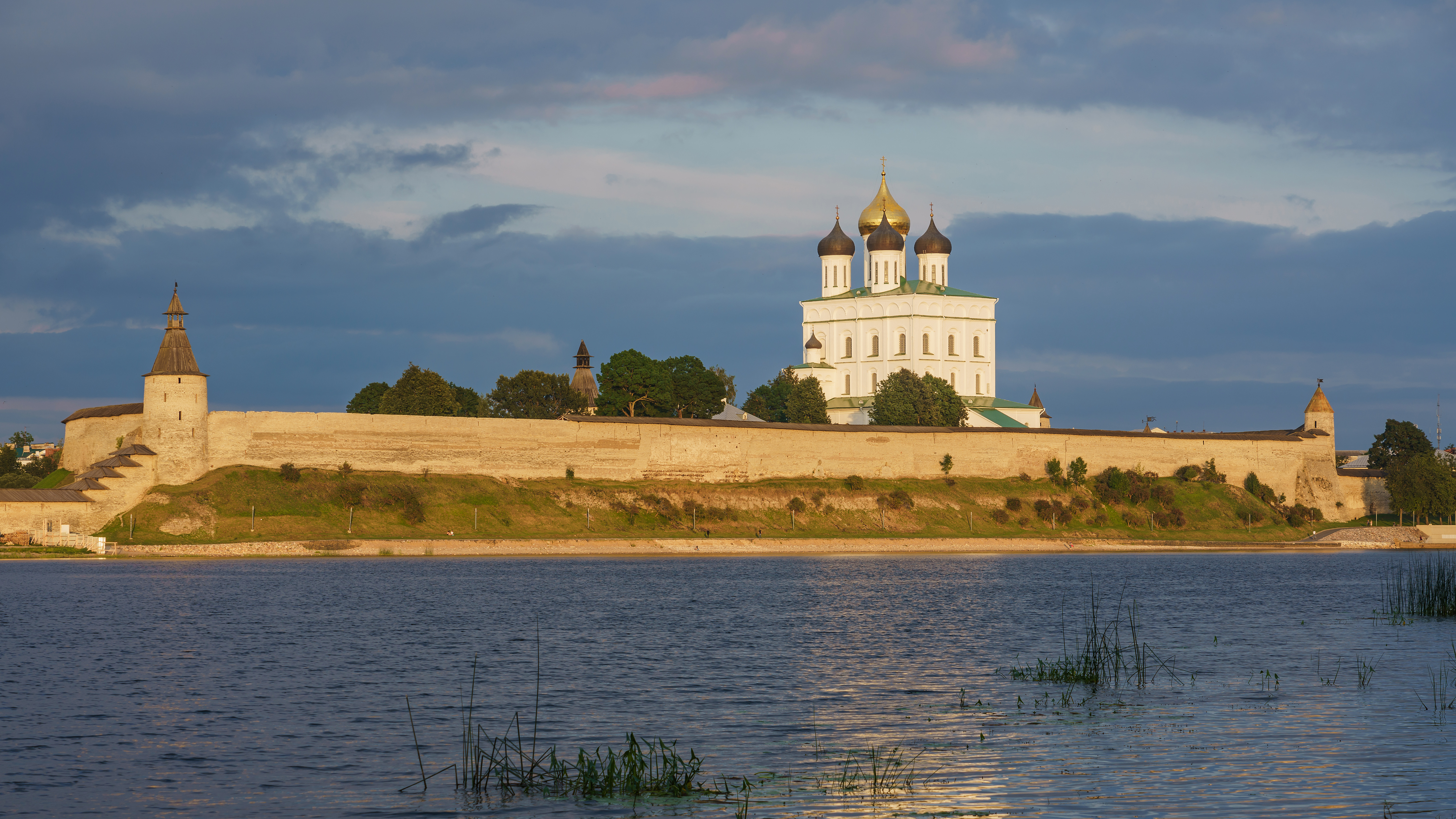
La Cattedrale della Trinità e le mura del Cremlino.

Pskov è fornita ancora della maggior parte delle sue mura medievali costruite dal XIII secolo in poi. Il Cremlino, la cittadella fortificata, si erge ancora intatta. All'interno delle sue mura sorge la Cattedrale della Trinità, fondata nel 1138 e ricostruita negli anni novanta del XVII secolo, contenente la tomba dei santi principi Vsevolod (morto nel 1138) e Dovmont (morto nel 1299). Altre antiche cattedrali abbelliscono le abbazie di Mirožskij (completata nel 1152), di San Giovanni (completata nel 1243), ed il monastero Snetogorskij (costruito nel 1310 e decorato con affreschi nel 1313).
Pskov è inoltre ricca di piccole e pittoresche chiese, costruite tra il XV ed il XVI secolo. Se ne possono contare almeno una dozzina, le più caratteristiche delle quali sono San Basilio sulla collina (1413), Santi Cosma e Damiano vicino al ponte (1463), San Giorgio ai piedi della collina (1494), Assunzione presso il traghettatore (1444, 1521), e San Nicola da Usokha (1536). Le architetture residenziali settecentesche sono rappresentate dalle magioni dei mercanti, come la Casa del Sale, le Sale Pogankin, e la Magione Trubinskij.

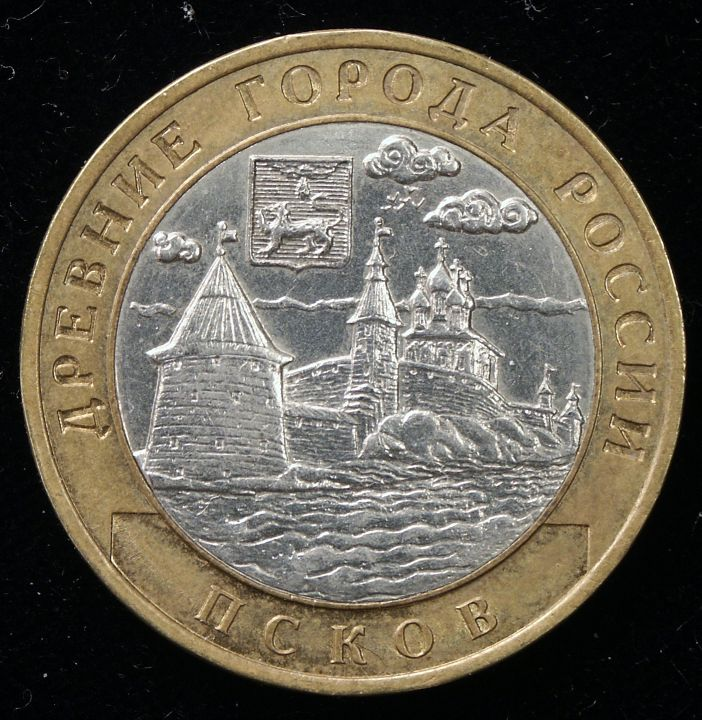
Moneta commemorativa del 1100º anniversario della città

Nei pressi della città si trovano Izborsk, dominio di uno dei fratelli di Rurik nel IX secolo nonché una delle fortezze più imponenti della Russia medievale; il monastero delle Grotte di Pskov, il più vecchio monastero russo ad essere ininterrottamente abitato nonché luogo di pellegrinaggio; il seicentesco monastero Krjpetskij; il monastero di Elizarovo, uno dei più importanti centri culturali e letterari dell'antica Rus'; e la Mikhailovskoe, residenza di Aleksandr Sergeevič Puškin dove il poeta compose alcune delle sue opere più apprezzate. Il corpo di quest'ultimo è seppellito in un chiostro situato nei pressi.

## Società

### Evoluzione demografica
Abitanti censiti

## Infrastrutture e trasporti

### Aereo
La città è servita dall'Aeroporto Internazionale di Pskov con i voli di linea giornalieri effettuati dalle compagnie aeree russe verso la capitale russa Mosca e dalla airBaltic verso la capitale lettone di Riga.
Inoltre, l'Aeroporto Internazionale di Pskov è uno scalo d'emergenza per i voli diretti verso l'Aeroporto di San Pietroburgo-Pulkovo.

## Amministrazione

### Gemellaggi
La città è gemellata con:
- Arles, dal 1974
- Gera
- Kuopio
- Neuss
- Nimega
- Paderborn
- Perth
- Roanoke
- Tartu

## Galleria d'immagini

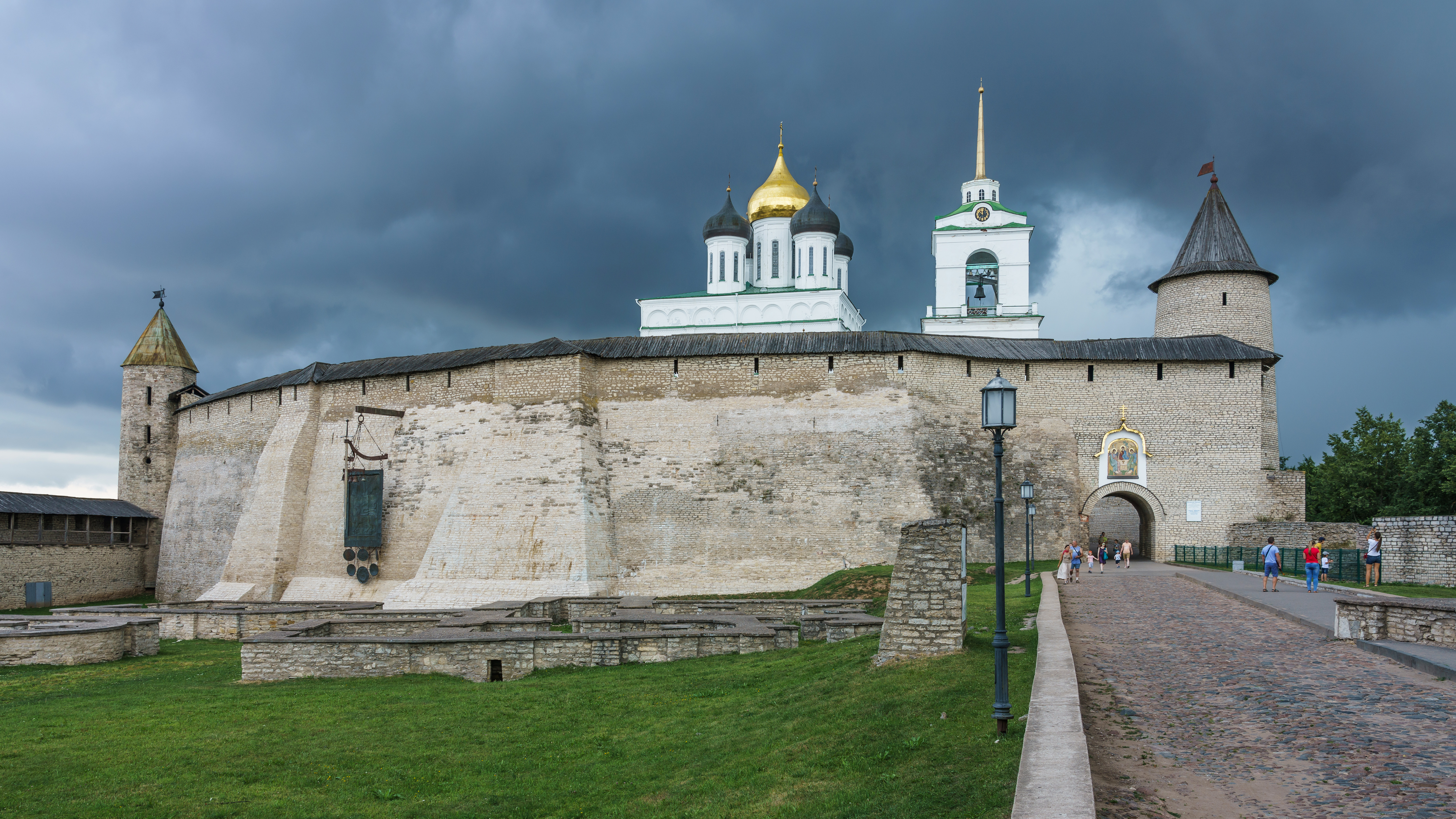
la Cittadella fortificata
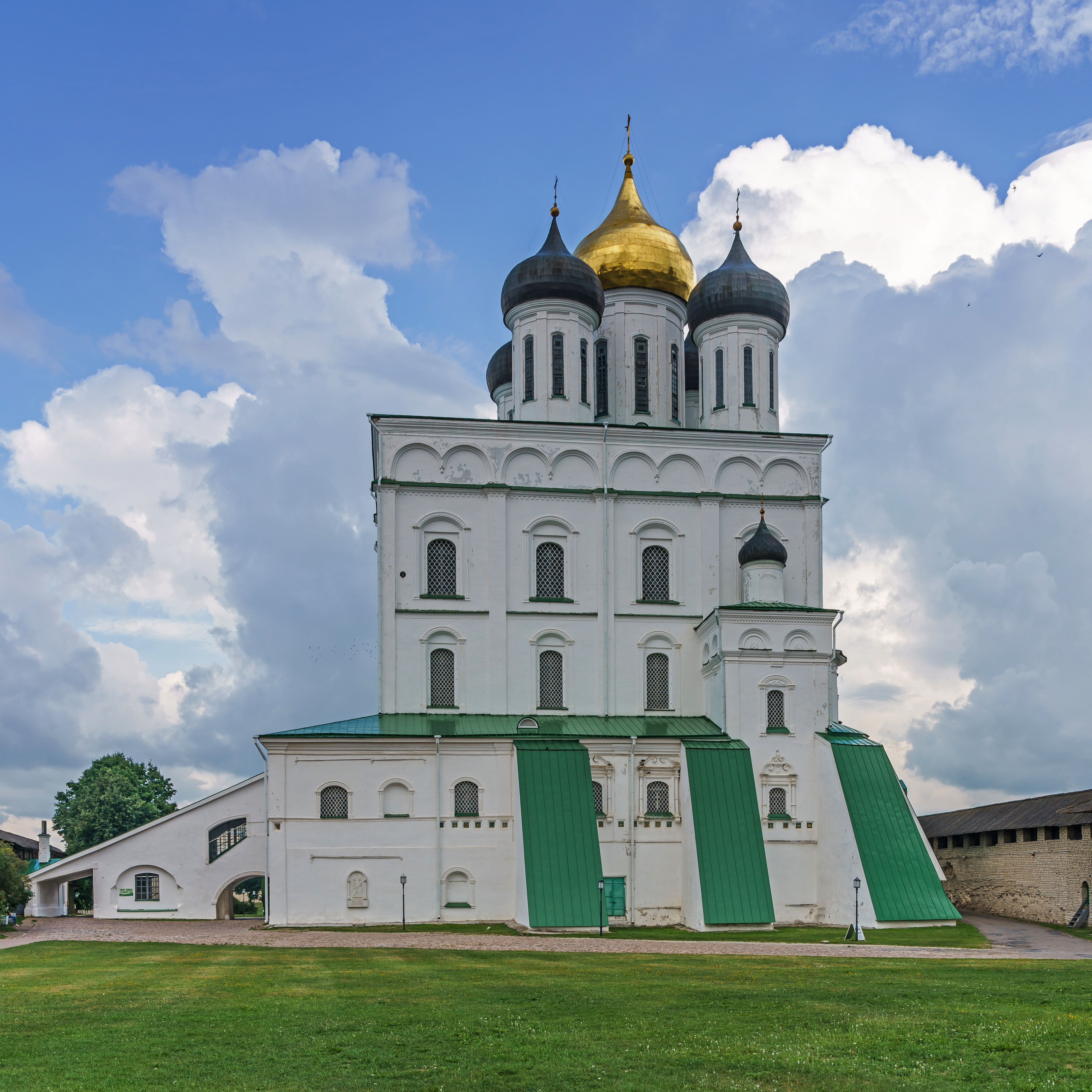
La cattedrale della Trinità